# 쿠르트 크니슈펠
쿠르트 크니슈펠(Kurt Knispel: 1921년 9월 20일 – 1945년 4월 28일)은 주데텐란트 독일인 출신의 군인이다. 제2차 세계 대전 당시 독일 국방군 전차병으로 활동했다. 168대의 전차를 격파했다.